# Мамонтов, Сергей Саввич

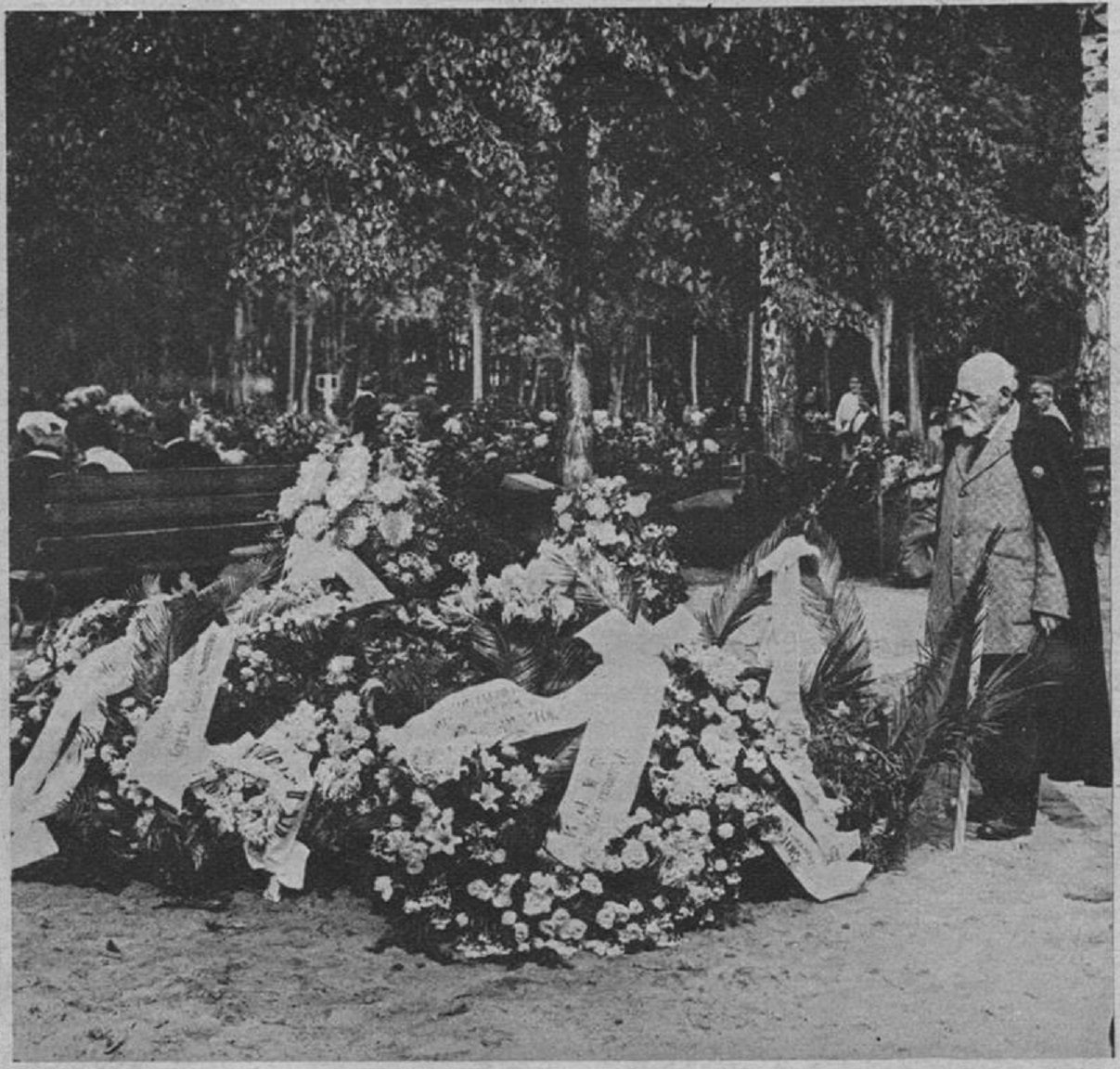
Савва Мамонтов у свежей могилы своего сына Сергея

Сергей Саввич Мамонтов (4 (16) апреля 1867, Москва — 3 (16) августа 1915, Тарнополь) — русский поэт, драматург, создатель «Мамонтовского театра миниатюр». Сын предпринимателя и мецената Саввы Мамонтова.

## Биография
Сергей Мамонтов родился 4 (16) апреля 1867 года в Москве в семье Саввы Ивановича и Елизаветы Григорьевны Мамонтовых. Учился в московской Поливановской гимназии. Окончил Николаевское кавалерийское училище в Санкт-Петербурге, затем служил в лейб-гвардии Гродненском гусарском полку. Оставил военную службу спустя три года в чине поручика запаса.
Принимал участие в делах своего отца. В 1895—1899 годах являлся членом правления акционерного общества Московско-Ярославско-Архангельской железной дороги. 
Сергей Саввич Мамонтов, так же, как и его отец, был разносторонне одаренным человеком. Он был литератором и журналистом, сотрудником в театральном журнале «Рампа и жизнь», автором воспоминаний о И.С. Тургеневе и одиннадцати статей о В.А. Серове.   В 1911 году основал антрепризу «Мамонтовский театр миниатюр» (театр проработал четыре года). Там ставили маленькие одноактные пьесы, а в числе дебютантов был Александр Вертинский.
С.С.Мамонтов писал рассказы и пьесы: «В сельце Отрадном», «Сочельник», «1812», «Ценою крови». Пьеса «Ценою крови» на сюжет русско-японской войны была поставлена в 1914 году в Малаховском летнем театре. В постановке приняли участие сам автор и владелец театра Павел Алексеевич Соколов..
Регулярно писал обзоры художественных выставок и театральных новостей в московских газетах и журналах. Во время русско-японской войны, будучи корреспондентом «Русского слова», поступил на службу на Дальний Восток в казачье войско. Участвовал в ряде боёв, был награждён. 
Принимал участие в выставках «Союза русских художников» со своими мозаиками из морских камней (портреты Шаляпина, Станиславского, Поленова). Занимался рисованием и живописью, одно время учился у Ильи Репина. Издал две книги стихов.
После начала Первой мировой войны был фронтовым корреспондентом газеты «Русское слово». Под псевдонимом «С. Матов» публиковал статьи о сражениях и жизни русской армии. Сделал ряд фотографий для журнала «Искры».
Умер 3 (16) августа 1915 года в Тарнополе (ныне Тернополь, Украина) в Горноуральском подвижном лазарете общества «Красного Креста» от воспаления почек. Похоронен 11 (24) августа на Московском городском Братском кладбище на участке для офицеров (8-й ряд, около часовни, рядом с могилой В. Н. Токарева)

## Личная жизнь
- 1-й брак — Анна Виктория Евгеньевна (Адольфовна) де Пассано (1875–1959)
- 2-й брак — Варвара Эберле. С.С.Мамонтов умер у нее «на руках»: во время Первой мировой войны Варвара Аполлоновна была сестрой милосердия в лазарете, располагавшемся неподалеку от части, в которой находился ее муж[5].
- Сыновья:
  - Иван Сергеевич Мамонтов (от первого брака, ум. в младенчестве).
  - Андрей Сергеевич Мамонтов (от второго брака).